# Archelon ischyros
Az Archelon ischyros a hüllők (Reptilia) osztályának teknősök (Testudines) rendjébe, ezen belül a Protostegidae családjába tartozó faj.

## Tudnivalók
Az Archelon ischyros 75-65 millió évvel élt ezelőtt, a késő kréta korban.
Az Archelon egy lassan mozgó állat volt. Táplálékának nagy részét a víz felszínen kereste. A mélybe csak az alvás céljából merült le. Az állat mindenevő volt, egyaránt megette a sebesült halakat, a medúzákat, a dögöket, de a növényeket is. Éles, erős csőrével fel tudta nyitni a házasállatok házát, mint például az ammoniteszeket.
Hatalmas úszólábai azt mutatják, hogy az Archelon nagy távolságokat tett meg, jól érezve magát a nyílt óceánon. Az állat sohasem volt egyedül, mert nagy 4 méter hosszú és 4,9 méter széles teste vonzotta a fiatal halakat, ezek egész rajt alkothattak körülötte. A testén nagy számban élősködtek vagy vitették magukat a paraziták és a tengerimakkok. Az Archelon képtelen volt behúzni a fejét és uszonyait a páncél alá, ezért nagy mérete ellenére könnyű zsákmány volt a nagy ragadozók számára.
Mint a mai teknősök, az éj leple alatt ment ki a partra, hogy tojást rakhasson.

## Rokon fajok
Az Archelon legközelebbi ma is élő rokona, a kérgesteknős (Dermochelys coriacea). Az Archelonhoz nagyon hasonlított a kisebb, szintén fosszilis Protostega gigas.